# Tierra de Mérida-Vegas Bajas
Tierra de Mérida-Vegas Bajas – comarca w Hiszpanii, w Estremadurze. Okręg znajduje się w  prowincji Badajoz, mieszka w nim 118 698 obywateli. Stolicą comarki jest Mérida. Powierzchnia wynosi 2186 km².

## Gminy
Comarca dzieli się na 25 gmin i 3 podmioty w ramach gmin:
- Alange
- Aljucén
- Arroyo de San Serván
- Calamonte
- Carmonita
- Cordobilla de Lácara
- Don Álvaro
- El Carrascalejo
- Esparragalejo
- La Garrovilla
- La Nava de Santiago
- La Roca de la Sierra
- La Zarza
- Lobón
  - Guadajira
- Mérida
- Mirandilla
- Montijo
  - Barbaño
  - Lácara
- Oliva de Mérida
- Puebla de la Calzada
- Puebla de Obando
- San Pedro de Mérida
- Torremayor
- Trujillanos
- Valverde de Mérida
- Villagonzalo